# وود نيوتن
وود نيوتن (بالإنجليزية: Wood Newton)‏ هو مغن مؤلف أمريكي، ولد في 16 سبتمبر 1946 في هامبتون في الولايات المتحدة.